# Lista vârfurilor muntoase din România după înălțime
Aceasta este o listă a vârfurilor muntoase din România ordonate descrescător după înălțimea lor.

## Vârfuri de peste 2.500metri
1. 2.544 m --- Vârful Moldoveanu, Munții Făgăraș, cel mai înalt vârf din România
2. 2.535 m --- Vârful Negoiu, Munții Făgăraș
3. 2.527 m --- Vârful Viștea Mare, Munții Făgăraș
4. 2.519 m --- Vârful Parângul Mare, Munții Parâng, cel mai înalt vârf din Munții Parâng
5. 2.517 m --- Vârful Lespezi, Munții Făgăraș
6. 2.514 m --- Vârful Omu, Munții Bucegi, cel mai înalt vârf din Munții Bucegi
7. 2.509 m --- Vârful Peleaga, Munții Retezat, cel mai înalt vârf din Munții Retezat
8. 2.508 m --- Vârful Păpușa, Munții Retezat
9. 2.507 m --- Vârful Vânătarea lui Buteanu, Munții Făgăraș
10. 2.506 m --- Vârful Hârtopul Darei, Munții Făgăraș
11. 2.505 m --- Vârful Cornul Călțunului, Munții Făgăraș
12. 2.503 m --- Vârful Bucura, Munții Bucegi
13. 2.500 m --- Vârful Dara, Munții Făgăraș

## Vârfuri între 2.401 și 2.500 metri
1. 2.495 m --- Vârful Scărișoara Mare, Munții Făgăraș;
2. 2.495 m --- Vârful Mușetescu, Munții Făgăraș;
3. 2.494 m --- Vârful Capra, Munții Făgăraș;
4. 2.492 m --- Vârful Bucșoiu, Munții Bucegi;
5. 2.490 m --- Vârful Coștila, Munții Bucegi;
6. 2.485 m --- Vârful Negoiu Mic, Munții Făgăraș;
7. 2.482 m --- Vârful Retezat, Munții Retezat;
8. 2.482 m --- Vârful Podragu, Munții Făgăraș;
9. 2.480 m --- Vârful Colțul Obârșiei, Munții Bucegi;
10. 2.479 m --- Vârful Găvanele, Munții Bucegi;
11. 2.473 m --- Vârful Urlea, Munții Făgăraș;
12. 2.472 m --- Vârful Scărișoara, Munții Făgăraș;
13. 2.471 m --- Vârful Mircii, Munții Făgăraș;
14. 2.470 m --- Vârful Găleșescu Mare, Munții Făgăraș;
15. 2.469 m --- Vârful Roșu, Munții Iezer-Păpușa; cel mai înalt vârf din Munții Iezer-Păpușa;
16. 2.468 m --- Vârful Arpașul Mare, Munții Făgăraș;
17. 2.463 m --- Vârful Iezeru Mare, Munții Iezer-Păpușa;
18. 2.463 m --- Vârful Mare, Munții Retezat;
19. 2.461 m --- Vârful Hârtopul Ursului, Munții Făgăraș;
20. 2.460 m --- Vârful Arpașul Mic, Munții Făgăraș;
21. 2.457 m --- Vârful Custura, Munții Retezat;
22. 2.456 m --- Vârful Galbenele, Munții Făgăraș;
23. 2.454 m --- Vârful La Fundu Bândei, Munții Făgăraș;
24. 2.448 m --- Vârful Mușeteica, Munții Făgăraș;
25. 2.443 m --- Vârful Văiuga, Munții Făgăraș;
26. 2.440 m --- Vârful Roșu, Munții Făgăraș;
27. 2.439 m --- Vârful Picuiata, Munții Făgăraș;
28. 2.434 m --- Vârful Ucea Mare, Munții Făgăraș;
29. 2.433 m --- Vârful Gălășescu Mic, Munții Făgăraș;
30. 2.433 m --- Vârful Bucura, Munții Retezat;
31. 2.431 m --- Vârful Buda, Munții Făgăraș;
32. 2.429 m --- Vârful Iezer, Munții Făgăraș;
33. 2.427 m --- Vârful Ciortea, Munții Făgăraș;
34. 2.426 m --- Vârful Gemănarea, Munții Parâng;
35. 2.426 m --- Vârful Boiu, Munții Făgăraș;
36. 2.425 m --- Vârful Ciortea 3, Munții Făgăraș;
37. 2.422 m --- Vârful Ciortea 2, Munții Făgăraș;
38. 2.422 m --- Vârful Scara, Munții Bucegi;
39. 2.421 m --- Vârful Stoinița, Munții Parâng;
40. 2.420 m --- Vârful Slivei, Munții Parâng;
41. 2.417 m --- Vârful Iezerul Caprei, Munții Făgăraș;
42. 2.414 m --- Vârful Tărâța, Munții Făgăraș;
43. 2.410 m --- Vârful Turnul Plecat, Munții Făgăraș;
44. 2.409 m --- Vârful Iezeru Mic, Munții Iezer-Păpușa;
45. 2.408 m --- Vârful La Podeiu, Munții Făgăraș;
46. 2.408 m --- Vârful Robița, Munții Făgăraș;
47. 2.407 m --- Vârful Corabia, Munții Făgăraș;
48. 2.405 m --- Vârful Cârja, Munții Parâng;
49. 2.401 m --- Vârful Paltinu, Munții Făgăraș;

## Vârfuri între 2.301 și 2.400 metri
1. 2.400 m --- Vârful Brâna Mare, Munții Bucegi;
2. 2.400 m --- Vârful Sântămăria, Munții Retezat;
3. 2.398 m --- Vârful La Cheia Bândei, Munții Făgăraș;
4. 2.398 m --- Vârful Judele, Munții Retezat;
5. 2.397 m --- Vârful Laița, Munții Făgăraș;
6. 2.396 m --- Vârful Grohotișului, Munții Făgăraș;
7. 2.395 m --- Vârful Piatra Tăiată, Munții Făgăraș;
8. 2.395 m --- Vârful Mogoș, Munții Făgăraș;
9. 2.391 m --- Vârful Păpușa, Munții Iezer-Păpușa;
10. 2.390 m --- Vârful Lăițel, Munții Făgăraș;
11. 2.390 m --- Vârful Mija, Munții Parâng;
12. 2.387 m --- Vârful Zănoaga, Munții Făgăraș;
13. 2.386 m --- Vârful Somnului, Munții Făgăraș;
14. 2.384 m --- Vârful Caraiman, Munții Bucegi;
15. 2.383 m --- Vârful La Pârâul Larg, Munții Făgăraș;
16. 2.383 m --- Vârful Budru, Munții Făgăraș;
17. 2.375 m --- Vârful Fântâna, Munții Făgăraș;
18. 2.373 m --- Vârful Ieșu, Munții Parâng;
19. 2.372 m --- Vârful Bucura II, Munții Retezat;
20. 2.372 m --- Vârful Țapu, Munții Retezat;
21. 2.371 m --- Vârful Budislavu, Munții Făgăraș;
22. 2.370 m --- Vârful Custura Bucurei, Munții Retezat;
23. 2.370 m --- Vârful Păpușa Mică, Munții Retezat;
24. 2.365 m --- Vârful Setea Mare, Munții Parâng;
25. 2.360 m --- Vârful Mândra, Munții Parâng;
26. 2.359 m --- Vârful Vârtopelu, Munții Făgăraș;
27. 2.358 m --- Vârful Gruiu, Munții Parâng;
28. 2.351 m --- Vârful Netedu, Munții Făgăraș;
29. 2.348 m --- Vârful Bârlea, Munții Retezat;
30. 2.347 m --- Vârful Slăveiu, Munții Retezat;
31. 2.346 m --- Vârful Obârșia Nucșoarei, Munții Retezat;
32. 2.342 m --- Vârful Boia, Munții Făgăraș;
33. 2.341 m --- Vârful Bătrâna, Munții Iezer-Păpușa;
34. 2.340 m --- Vârful Morii, Munții Retezat;
35. 2.338 m --- Vârful Mâzgavu, Munții Făgăraș;
36. 2.337 m --- Vârful Mohoru, Munții Parâng;
37. 2.335 m --- Vârful Pâcleșa, Munții Parâng;
38. 2.335 m --- Vârful Ciumfu Mare, Munții Retezat;
39. 2.331 m --- Vârful Șerbota, Munții Făgăraș;
40. 2.324 m --- Vârful Șesele Mari, Munții Retezat;
41. 2.316 m --- Vârful Zârna, Munții Făgăraș;
42. 2.311 m --- Vârful Valea Rea, Munții Retezat;
43. 2.308 m --- Vârful Scara, Munții Făgăraș;
44. 2.307 m --- Vârful Ludișoru, Munții Făgăraș;
45. 2.303 m --- Vârful Pietrosul Rodnei, Munții Rodnei; cel mai înalt vârf din Munții Rodnei;
46. 2.301 m --- Vârful Coasta lui Rus, Munții Parâng.

## Vârfuri între 2.201 și 2.300 metri
1. 2.300 m --- Vârful Berivoiu Mare, Munții Făgărașului;
2. 2.299 m --- Vârful Piatra Tăiată, Munții Parâng;
3. 2.298 m --- Vârful Ludișoru, Munții Făgărașului;
4. 2.297 m --- Vârful Barbului, Munții Iezer-Păpușa;
5. 2.295 m --- Vârful Belia, Munții Făgărașului;
6. 2.294 m --- Vârful Gruniu, Munții Retezat;
7. 2.294 m --- Vârful Tambura, Munții Iezer-Păpușa;
8. 2.292 m --- Vârful Baba Mare, Munții Bucegi;
9. 2.291 m --- Vârful Gugu, Munții Godeanu; cel mai înalt vârf din Munții Godeanu;
10. 2.287 m --- Vârful Cațaveiu, Munții Făgărașului;
11. 2.286 m --- Vârful Colțul Bălăceni, Munții Făgărașului;
12. 2.286 m --- Vârful Fântâna, Munții Făgărașului;
13. 2.284 m --- Vârful Moraru, Munții Godeanu;
14. 2.283 m --- Vârful Suru, Munții Făgărașului;
15. 2.282 m --- Vârful Lazăru, Munții Retezat;
16. 2.279 m --- Vârful Ineu, Munții Rodnei;
17. 2.279 m --- Vârful Langa, Munții Făgărașului;
18. 2.278 m --- Vârful Mircii, Munții Făgărașului;
19. 2.278 m --- Vârful Setea Mică, Munții Parâng;
20. 2.278 m --- Vârful Șesele Mici, Munții Retezat;
21. 2.277 m --- Vârful Moșuleața, Munții Făgărașului;
22. 2.277 m --- Vârful Musceaua Scării, Munții Făgărașului;
23. 2.274 m --- Vârful Brătila, Munții Făgărașului;
24. 2.274 m --- Vârful Capu Surului, Munții Făgărașului;
25. 2.273 m --- Vârful Moșului, Munții Făgărașului;
26. 2.270 m --- Vârful Izvorului, Munții Făgărașului;
27. 2.270 m --- Vârful Lolaia, Munții Retezat;
28. 2.270 m --- Vârful Pietrele, Munții Retezat;
29. 2.268 m --- Vârful Buhăescu Mare, Munții Rodnei;
30. 2.268 m --- Vârful Slănina, Munții Făgărașului;
31. 2.265 m --- Vârful Prelucele, Munții Retezat;
32. 2.262 m --- Vârful Podeanu, Munții Făgărașului;
33. 2.261 m --- Vârful Galeșu, Munții Retezat;
34. 2.259 m --- Vârful Radeșu Mare, Munții Retezat;
35. 2.257 m --- Vârful Ciomfu Mic, Munții Retezat;
36. 2.254 m --- Vârful Valea Lungă, Munții Făgărașului;
37. 2.252 m --- Vârful Cîlcescu, Munții Parâng;
38. 2.251 m --- Vârful Zănoaga, Munții Retezat;
39. 2.250 m --- Vârful Claia, Munții Făgărașului;
40. 2.250 m --- Vârful Pleșcoaia, Munții Parâng;
41. 2.248 m --- Vârful Piscul Negru, Munții Făgărașului;
42. 2.247 m --- Vârful Turnu Lacului, Munții Făgărașului;
43. 2.246 m --- Vârful Guțanu, Munții Bucegi;
44. 2.245 m --- Vârful Cindrel, Munții Cindrel; cel mai înalt vârf din Munții Cindrel;
45. 2.245 m --- Vârful Scărișoara, Munții Godeanu;
46. 2.244 m --- Vârful Găuri, Munții Parâng;
47. 2.242 m --- Vârful Frăcea, Munții Iezer-Păpușa;
48. 2.242 m --- Vârful La Fundu Langăi, Munții Făgărașului;
49. 2.242 m --- Vârful Șteflești, Munții Lotrului; cel mai înalt vârf din Munții Lotrului;
50. 2.242 m --- Vârful Vârtopu Roșu, Munții Făgărașului;
51. 2.239 m --- Vârful Moșu, Munții Făgărașului;
52. 2.238 m --- Vârful Bisericii, Munții Făgărașului;
53. 2.238 m --- Vârful La Om, Munții Piatra Craiului; cel mai înalt vârf din Munții Piatra Craiului;
54. 2.238 m --- Vârful Lui Gavrilă, Munții Făgărașului;
55. 2.238 m --- Vârful Văcarea, Munții Retezat;
56. 2.236 m --- Vârful Preluncile, Munții Făgărașului;
57. 2.235 m --- Vârful La Pietrele Vinete, Munții Făgărașului;
58. 2.233 m --- Vârful Cristești, Munții Lotrului;
59. 2.231 m --- Vârful Țimbalul Mic, Munții Piatra Craiului;
60. 2.229 m --- Vârful Grindu, Munții Piatra Craiului;
61. 2.229 m --- Vârful Godeanu, Munții Godeanu;
62. 2.228 m --- Vârful Ferăstrăul, Munții Făgărașului;
63. 2.228 m --- Vârful Urdele, Munții Parâng;
64. 2.225 m --- Vârful Nedeuța, Munții Retezat;
65. 2.225 m --- Vârful Pietrele Popii, Munții Făgărașului;
66. 2.223 m --- Vârful Zârna, Munții Făgărașului;
67. 2.222 m --- Vârful Ineuț, Munții Rodnei
68. 2.221 m --- Vârful Buhăescu Mic, Munții Rodnei;
69. 2.220 m --- Vârful Zbirii, Munții Piatra Craiului;
70. 2.216 m --- Vârful Coama Lungă, Munții Piatra Craiului;
71. 2.214 m --- Vârful Țigănești, Munții Bucegi;
72. 2.209 m --- Vârful Balindru Mare, Munții Lotrului;
73. 2.209 m --- Vârful Păpușa Custurii, Munții Retezat;
74. 2.206 m --- Vârful Cățunu, Munții Făgărașului;
75. 2.206 m --- Vârful Pintenul Slăveiului, Munții Retezat;
76. 2.203 m --- Vârful Umărul Pietrei Albe, Munții Rodnei;

## Vârfuri între 2.101 și 2.200 metri
1. 2.197 m – Vârful Stânișoara, Munții Retezat
2. 2.196 m – Vârful Căleanu, Munții Țarcu; cel mai înalt vârf din Munții Țarcu;
3. 2.195 m – Vârful Padina, Munții Făgărașului
4. 2.194 m – Vârful Galbena, Munții Godeanu
5. 2.191 m – Vârful Cocora, Munții Bucegi
6. 2.190 m – Vârful Țarcu, Munții Țarcu
7. 2.189 m – Vârful Puzdrele, Munții Rodnei
8. 2.188 m – Vârful Gârbova, Munții Făgărașului
9. 2.182 m – Vârful Pietriceaua, Munții Făgărașului
10. 2.181 m – Vârful Bătrâna, Munții Bucegi
11. 2.181 m – Vârful Gruișoru, Munții Făgărașului
12. 2.180 m – Vârful La Pârâul Calului, Munții Făgărașului
13. 2.177 m – Vârful Țimbalul Mare, Masivul Piatra Craiului
14. 2.176 m – Vârful Luțele, Munții Făgărașului
15. 2.175 m – Vârful Galbena, Munții Făgărașului
16. 2.172 m – Vârful Cărbunele I, Munții Parâng
17. 2.172 m – Vârful Jorzea, Munții Făgărașului
18. 2.172 m – Vârful Laptele Mare, Munții Rodnei
19. 2.172 m – Vârful Târâțoasa, Munții Iezer-Păpușa
20. 2.171 m – Vârful Claia Codrei, Munții Făgărașului
21. 2.170 m – Vârful Clăile, Masivul Piatra Craiului
22. 2.170 m – Vârful Micaia, Munții Parâng
23. 2.169 m – Vârful Bodea, Munții Țarcu
24. 2.181 m – Colții Țapului, Munții Bucegi
25. 2.163 m – Vârful Cărbunele II, Munții Parâng
26. 2.160 m – Vârful Pietrii, Munții Țarcu
27. 2.159 m – Vârful Gărgălău, Munții Rodnei
28. 2.158 m – Vârful Dosului, Munții Godeanu
29. 2.157 m – Vârful Iezer, Munții Parâng
30. 2.156 m – Vârful Ascuțit, Masivul Piatra Craiului;
31. 2.153 m – Vârful Găvanu, Munții Făgărașului
32. 2.153 m – Vârful Lipitoarea Ciocanului, Munții Făgărașului
33. 2.152 m – Vârful La Lăcuț, Munții Făgărașului
34. 2.150 m – Vârful Nedeia, Munții Țarcu
35. 2.149 m – Vârful Paltina, Munții Godeanu
36. 2.149 m – Vârful Scurtele, Munții Godeanu
37. 2.148 m – Vârful Valereasca, Munții Retezat
38. 2.143 m – Vârful Jepii Mici, Munții Bucegi
39. 2.142 m – Vârful Zlata, Munții Retezat
40. 2.137 m – Vârful Galbenul, Munții Parâng
41. 2.136 m – Vârful Păpușa, Munții Parâng
42. 2.136 m – Vârful Șerbota, Munții Cindrel
43. 2.135 m – Vârful Omului, Munții Rodnei
44. 2.134 m – Vârful Negovanul Mare, Munții Lotrului
45. 2.133 m – Vârful Leaota', Munții Leaota; cel mai înalt vârf din Munții Leaota;
46. 2.130 m – Vârful Nedeia, Munții Căpățânii; cel mai înalt vârf din Munții Căpățânii;
47. 2.130 m – Vârfu lui Pătru', Munții Șureanu; cel mai înalt vârf din Munții Șureanu;
48. 2.125 m – Vârful Mezea, Munții Făgărașului
49. 2.124 m – Vârful Ursu, Munții Căpățânii
50. 2.123 m – Vârful Baicu, Munții Țarcu
51. 2.123 m – Vârful Cioara, Munții Parâng
52. 2.121 m – Vârful Clăii, Munții Rodnei
53. 2.120 m – Vârful Găvanului, Munții Făgărașului
54. 2.119 m – Vârful Rebra, Munții Rodnei
55. 2.116 m – Vârful Brusturu, Munții Țarcu
56. 2.113 m – Vârful Muntinul Mare, Munții Parâng
57. 2.113 m – Vârful Roșu, Munții Rodnei
58. 2.110 m – Vârful Țapu, Munții Parâng
59. 2.109 m – Vârful Beleoaia, Munții Căpățânii
60. 2.108 m – Vârful Grohotișu, Munții Bucegi
61. 2.104 m – Vârful Cornu Viștei, Munții Făgărașului
62. 2.103 m – Vârful Furnica, Munții Bucegi
63. 2.102 m – Vârful Dracsin, Munții Iezer-Păpușa
64. 2.102 m – Vârful La Cepi, Munții Rodnei
65. 2.102 m – Vârful Pietrosul Călimanilor, Munții Călimani; cel mai înalt vârf din Munții Călimani;

## Vârfuri între 2.001 și 2.100 metri
1. 2.081 m – Vârful Negoiu Unguresc, Munții Călimani
2. 2.059 m. – Vârful Șureanu, Munții Șureanu
3. 2.055 m – Vârful Bora, Munții Latoriței, cel mai înalt vârf din Munții Latoriței
4. 2.049 m – Vârful Puru, Munții Latoriței
5. 2.030 m – Vârful cu Dor, Munții Bucegi
6. 2.032 m – Vârful Căliman Iezer (Izvor), Munții Călimani
7. 2.021 m – Vârful Rețițis, Munții Călimani
8. 2.013 m – Vârful Călimanul Cerbului, Munții Călimani

## Vârfuri sub 2.000 metri

### Vârfuri între 1.901 și 2.000 de metri
1. 1.990 m --- Vârful Bistricior, Munții Călimani;
2. 1.965 m --- Vârful Beșineu, Munții Cindrel;
3. 1.960 m --- Vârful Voineagul Catanesei, Munții Cibinului-Loturului;
4. 1.957 m --- Vârful Baleia, Munții Retezat;
5. 1.957 m --- Vârful Farcău, Munții Maramureșului;
6. 1.950 m --- Vârful Piatra Arsă, Munții Jepii Mari, (Platoul Bucegi);
7. 1.954 m --- Vârful Ciucaș, Munții Ciucaș;
8. 1.946 m --- Vârful Oslea, Munții Vâlcan;
9. 1.937 m --- Vârful Pop Ivan, Munții Maramureșului;
10. 1.934 m --- Vârful Nicovala, Munții Călimani;
11. 1.932 m --- Vârful Omului, Munții Suhard;
12. 1.930 m --- Vârful Toroioaga, Munții Maramureșului;
13. 1.923 m --- Vârful Ciungetu, Munții Călimani;
14. 1.918 m --- Vârful Mihailecu, Munții Maramureșului;
15. 1.913 m --- Vârful Ruscii, Munții Călimani;
16. 1.923 m --- Vârful Neamțu, Munții Gârbova;
17. 1.907 m --- 'Vârful Ocolașul Mare, Masivul Ceahlău; cel mai înalt vârf din Masivul Ceahlău;
18. 1.904 m --- Vârful Toaca, Masivul Ceahlău;
19. 1.907 m --- Vârful Șteviei, Munții Gârbova;
20. 1.902 m --- Vârful Rusu, Munții Gârbova;

### Vârfuri între 1.801 și 1.900 de metri
1. 1.883 m --- Vârful Gropșoare, Munții Ciucaș, Munții Ciucaș;
2. 1.856 m --- Vârful Giumalău, Munții Rarău, Munții Rarău;
3. 1.853 m --- Vârful Jupania, Munții Maramureșului;
4. 1.850 m ---- Vârful Pietrosu Bardăului, Munții Maramureșului;
5. 1.849 m --- Vârful Curcubăta Mare, Munții Bihor; cel mai înalt vârf din Munții Bihor;
6. 1.848 m --- Vârful Straja, Munții Vâlcan, Munții Vâlcan; al doilea varf ca altitudine din Munții Vâlcan;
7. 1.847 m --- Vârful Unghia Mare, Munții Gârbova;
8. 1.843 m --- Vârful Piatra Mare, Muntii Piatra Mare;
9. 1.840 m --- Vârful Bran, Munții Țibleș cel mai inalt vârf din Munții Țibleș;
10. 1.839 m --- Vârful Țibles, Munții Țibleș al doilea varf ca altitudine din Munții Țibleș;
11. 1.836 m --- Vârful Vlădeasa, Munții Vlădeasa; cel mai înalt vârf din Munții Vlădeasa;
12. 1.834 m --- Vârful Baiu Mic, Munții Gârbova;
13. 1.826 m --- Vârful Muntele Mare, Masivul Muntele Mare; cel mai înalt vârf din Masivul Muntele Mare;
14. 1.825 m --- Vârful Băiuțu, Munții Gârbova;
15. 1.825 m --- Vârful Arcer, Munții Țibleș al treilea vârf ca altitudine din Munții Țibleș;
16. 1.817 m --- Vârful Zăganu, Munții Ciucaș;
17. 1.804 m --- Vârful Piciorul Caprei, Munții Maramureșului;
18. 1.801 m --- Vârful Harghita Mădăraș, Munții Harghitei ;

### Vârfuri între 1.701 și 1.800 de metri
1. 1.799 m  --- Vârful Postăvaru, Munții Bârsei;
2. 1.794 m --- Vârful Serbanu, Munții Maramureșului;
3. 1.793 m  --- Vârful Hășmașul Mare, Munții Hășmaș; cel mai înalt vârf din Munții Hășmaș;
4. 1.792 m  --- Vârful Buteasa, Munții Vlădeasa, Munții Apuseni;
5. 1.792 m  --- Vârful Tulișa, Munții Tulișa, Munții Retezat - Godeanu;
6. 1.787 m  --- Vârful Jneapănul, Munții Rodnei;
7. 1.787 m  --- Vârful Paltinului, Munții Rodnei;
8. 1.787 m  --- Vârful Poiana Nedeii, Munții Țarcu, Munții Retezat - Godeanu;
9. 1.785 m  --- Vârful Goru, Munții Vrancei, Munții Vrancei;
10. 1.780 m  --- Vârful Bulgărelui, Munții Rodnei;
11. 1.777 m  --- Vârful Lăcăuți, Munții Vrancei, Munții Vrancei;
12. 1.776 m  --- Vârful Drăgan, Munții Gârbova;
13. 1.776 m  --- Vârful Saca Mare, Munții Gurghiu
14. 1.772 m  --- Vârful Penteleu, Munții Buzăului, Masivul Penteleu; cel mai înalt vârf din Munții Buzăului;
15. 1.771 m  --- Vârful Feței Meselor, Munții Rodnei;
16. 1.769 m  --- Vârful Cucurbăta Mică, Munții Bihor, Munții Apuseni;
17. 1.768 m  --- Vârful Munceluțu, Munții Rodnei;
18. 1.764 m  --- Vârful Pilugu Mare, Munții Retezat;
19. 1.759 m  --- Vârful Briței, Munții Vlădeasa, Munții Apuseni;
20. 1.758 m  --- Vârful Tomeasa, Munții Țarcu, Munții Retezat - Godeanu;
21. 1.756 m  --- Vârful Goru, Munții Tulișa, Munții Retezat - Godeanu;
22. 1.753 m  --- Vârful Mireșa, Munții Rodnei;
23. 1.752 m  --- Vârful Detunata, Munții Rodnei;
24. 1.745 m  --- Vârful Prejba, Munții Lotrului;
25. 1.736 m  --- Vârful Poienii, Munții Retezat;
26. 1.736 m --- Vârful Țiganu, Munții Maramureșului;
27. 1.733 m --- Vârful Pietrele Mărunte, Munții Apuseni (GPS 46.512435685431896, 23.279610779675423)
28. 1.728 m --- Vârful Creasta Stâncoasă, Munții Apuseni (GPS 46.50422455317593, 23.27286234189206)
29. 1.725 m  --- Vârful Smida, Munții Retezat;
30. 1.722 m  --- Vârful Bratocea, Masivul Ciucaș;
31. 1.717 m  --- Vârful Oncesti, Munții Cibinului;
32. 1.715 m  --- Vârful Urechea, Munții Gârbova;
33. 1.710 m  --- Vârful Capu Muntelui, Munții Rodnei;
34. 1.710 m  --- Vârful Bătrâna, Munții Rodnei;
35. 1.705 m  --- Vârful Saca, Munții Rodnei;
36. 1.702 m  --- Vârful Plaiului, Munții Vlădeasa, Munții Apuseni;

### Vârfuri între 1.601 și 1.700 de metri
1. 1.679 m --- Vârful Budescu, Munții Maramureșului;
2. 1.668 m --- Vârful Cozia, cel mai înalt vârf din Munții Cozia;
3. 1.667 m --- Vârful Pietrosu, Muntii Vrancei;
4. 1.664 m --- Vârful Grindușu, Munții Tarcău (comuna Ghimeș-Făget, Județul Bacău)
5. 1.662 m  --- Varful Malaia, Munții Buzăului, Munții Buzăului;
6. 1.660 m  --- Vârful Mierlei, Munții Gârbova;
7. 1.658 m  --- Piscul Câinelui, Munții Gârbova;
8. 1.657 m  --- Varful Siriu, Muntii Buzaului, Muntii Buzaului;
9. 1.651 m --- Vârful Stogu, Munții Maramureșului;
10. 1.651 m --- Vârful Rarău, Munții Rarău;
11. 1.651 m  --- Vârful Cumpătu, Munții Gârbova;
12. 1.648 m  --- Vârful Muntele Roșu, Munții Ciucaș;
13. 1.648 m --- Vârful Nemira, Munții Nemira (orașul Dărmănești, Județul Bacău)
14. 1.644 m --- Vârful Prislopul Cataramei, Munții Maramureșului;
15. 1.639 m --- Vârful Șandru Mare, Munții Nemira (orașul Dărmănești, Județul Bacău)
16. 1.636 m --- Vârful Corbu, Munții Maramureșului;
17. 1.629 m  --- Vârful Ciuha Mică, Munții Cozia;
18. 1.628 m  --- Vârful Piatra Mare, Masivul Piatra Mare;
19. 1.627 m  --- Vârful Vornicul, Munții Gârbova;
20. 1.626 m  --- Vârful Șteiasa Mică, Munții Gârbova;
21. 1.611 m  --- Vârful Heniu Mare; cel mai înalt vârf din Munții Bârgăului;
22. 1.611 m --- Vârful Copilașu, Munții Maramureșului;
23. 1.603 m --- Vârful Zambroslăviile, Munții Maramureșului;
24. 1.601 m --- Vârful Măgura, Munții Maramureșului;

### Vârfuri între 1.501 și 1.600 de metri
1. 1.594 m --- Vârful Greabăn, Munții Maramureșului;
2. 1.578 m --- Vârful Clăbucetul Nucșoarei, Munții Făgăraș;
3. 1.563 m --- Vârful Salhoiul Mare, Munții Maramureșului;
4. 1.560 m  --- Vârful Bulzu, Munții Cozia, Munții Cozia;
5. 1.555 m --- Vârful Petriceaua, Munții Maramureșului;
6. 1.539 m --- Vârful Geamănu, Munții Maramureșului;
7. 1.520 m  --- Vârful Zamora, Munții Gârbova;
8. 1.511 m --- Vârful Arjana, Munții Cernei;
9. 1.507 m --- Vârful Podul Cearcănului, Munții Maramureșului;
10. 1.502 m  --- Vârful Mușat, Munții Brețcu, Munții Brețcu;

### Vârfuri între 1.401 și 1.500 de metri
1. 1.483 m  --- Vârful Poarta de Piatră, Munții Cozia, Munții Cozia;
2. 1.466 m  --- Vârful lui Stan; cel mai înalt vârf din Munții Mehedinți;
3. 1.447 m  --- Vârful Piatra Goznei, Munții Semenic; cel mai înalt vârf din Munții Semenic;
4. 1.446 m  --- Vârful Semenic, Munții Semenic;
5. 1.443 m --- Vârful Gutâiul Mare, Munții Gutâi, cel mai înalt vârf din Munții Gutâi;
6. 1.440 m  --- Vârful Urlătoarea, Munții Ciucaș;
7. 1.434 m  --- Vârful Piatra Dragoslavelor, Munții Leaota;
8. 1.428 m  --- Vârful Creasta Cocoșului, Munții Gutâi.

### Vârfuri între 1.301 și 1.400 de metri
1. 1.382 m  --- Vârful Padeș, Munții Poiana Ruscă; cel mai înalt vârf din Munții Poiana Ruscă;
2. 1.355 m  --- Vârful Rusca, Munții Poiana Ruscă; al doilea vârf din Munții Poiana Ruscă, după Vârful Padeș;
3. 1.335 m  --- Vârful Pietrele Albe, Munții Mehedinți;
4. 1.310 m  --- Vârful Inălățul Mare, Munții Mehedinți;
5. 1.308 m  --- Vârful Broșcan, Munții Mehedinți;
6. 1.304 m  --- Vârful Măgura,  Munții Cindrel.

### Vârfuri între 1.201 și 1.300 de metri
1. 1.292 m ---Vârful Măgura Codlei, Munții Perșani;
2. 1.227 m --- Vârful Muntele Negru, Munții Brețcu;
3. 1.224 m --- Vârful Svinecea Mare, Munții Almăjului; cel mai înalt vârf din Munții Almaj.

### Vârfuri între 1.101 și 1.200 de metri
1. 1.112 m  --- Vârful Pleșu, Munții Codru-Moma
2. 1.105 m  --- Vârful Domogledul Mare, Munții Mehedinți;
3. 1.102 m  --- Vârful Cherbelez, Munții Almaj;

### Vârfuri între 1.001 și 1.100 de metri
1. 1.099 m  --- Vârful Domogledul Mic, Munții Mehedinți;
2. 1.080 m. --- Vârful Setras, Munții Metaliferi;
3. 1.043 m  --- Culmea Patru Pene, Munții Almaj;

## Vârfuri sub 1.000 de metri
1. 996 m  --- Vârful Măgura Priei, cel mai înalt vârf din Munții Meseș
2. 996 m  --- Măgura Odobeștilor, cel mai înalt vârf din Subcarpații de Curbură
3. 960 m  --- Vârful Tâmpa, Munții Postăvarul
4. 932 m  --- Vârful Poiana, Munții Almăjului
5. 918 m --- Vârful Măgura, Munții Plopiș
6. 917 m  --- Vârful Piatra Viscului, Munții Oașului
7. 839 m  --- Vârful Nucului, Dealul Pietriș
8. 836 m  --- Vârful Drocea, Munții Zarandului; cel mai înalt vârf din Munții Zarandului
9. 879 m  --- Vârful Pietroasa, Munții Almăjului
10. 793 m  --- Vârful Highiș, Munții Zarandului
11. 686 m  --- Vârful Bertina Mare, Munții Almăjului
12. 644 m  --- Vârful Țurțudan, Munții Lotrului
13. 467 m  --- Vârful Țuțuiatul, Munții Măcin, cel mai înalt vârf din Dobrogea